# HMS Renown (1916)
«Рінаун» (англ. HMS Renown (1916) — військовий корабель, головний лінійний крейсер класу «Рінаун» Королівського військово-морського флоту Великої Британії за часів Першої та Другої світових війн.
«Рінаун» був закладений 25 січня 1915 року на верфі компанії Fairfield Shipbuilding and Engineering Company у Глазго, як покращена версія лінкора типу «Рівендж». З початком війни його будівництво було призупинено на підставі того, що він не буде готовий вчасно. Адмірал лорд Джон Фішер, ставши Першим морським лордом, отримав дозвіл на відновлення будівництва крейсера, який можна було б швидко побудувати і ввести в експлуатацію. Директор військово-морського будівництва (DNC) Юстас Д'Ейнкорт швидко розробив абсолютно новий проєкт, який відповідав вимогам адмірала лорда Фішера, і будівельники погодились здати кораблі за 15 місяців. Вони не зовсім вклалися в цей амбітний термін, але корабель був доставлений через кілька місяців після Ютландської битви в 1916 році. 29 вересня 1916 року увійшов до складу Королівських ВМС Великої Британії. Після завершення будівництва «Рінаун» та сістершип «Ріпалс» стали найшвидшими капітальними кораблями у світі.
Під час війни «Рінаун» не брав участі в боях і був двічі реконструйований у міжвоєнний період; під час реконструкції 1920-х років було посилено броньовий захист та проведено низку інших незначних поліпшень, тоді як реконструкція 1930-х років була набагато більш ретельною. Крейсер часто перевозив членів королівської сім'ї під час їхніх закордонних поїздок і служив флагманом ескадри крейсерів під час переобладнання «Гуда».
На початок Другої світової війни «Рінаун» брав участь у пошуках німецького рейдера, важкого крейсера «Адмірал граф Шпее» у 1939 році, брав участь у Норвезькій кампанії у квітні-червні 1940 року та у пошуках німецького лінкора «Бісмарк» у 1941 році. Більшу частину 1940 і 1941 років він провів у складі З'єднання «H» в Гібралтарі, супроводжуючи конвої, і брав участь у безрезультатній битві біля мису Спартавенто. На початку 1942 року «Рінаун» був ненадовго приписаний до складу Домашнього флоту і забезпечував прикриття кількох арктичних конвоїв. Крейсер був переданий назад до складу З'єднання «H» для операції «Смолоскип» і провів більшу частину 1943 року на переобладнанні або перевезенні Вінстона Черчилля і його штабу на різні конференції з різними лідерами союзників. На початку 1944 року «Рінаун» перевели до складу Східного флоту в Індійському океані, де він підтримував численні атаки на японські об'єкти в Індонезії і на різні острівні групи в Індійському океані. На початку 1945 року корабель повернувся до Домашнього флоту і був переобладнаний перед тим, як після закінчення війни був списаний у резерв. У 1948 році «Рінаун» був проданий на брухт.

## Історія служби
«Рінаун» був прийнятий до складу Королівського флоту Великої Британії 20 вересня 1916 року, через чотири місяці після вирішальної Ютландської битви. Новітній лінійний крейсер включил до складу Великого Флоту. Його діяльність здебільшого звелася до рідкісних, зазвичай навчальних, виходів у море.
У міжвоєнний період «Рінаун» перебував у складі ескадри лінійних крейсерів Атлантичного флоту, здійснюючи походи у ролі королівської яхти, які переривалися постійними ремонтами та модернізаціями. Відразу після закінчення Першої світової «Рінаун» використовувався як королівська яхта для візитів Принца Уельського за кордон, зробивши три тривалих походи. З серпня по грудень 1919 року він здійснив плавання у Північну Америку, з березня по листопад 1920 року — в Австралію, та з жовтня 1921 по червень 1922 року — в Індію. 1927 року крейсер здійснив візит до Австралії з майбутнім королем Георгом VI.
22 січня 1935 року під час проведення навчань «Рінаун» зіткнувся з лінійним крейсером «Гуд». Огляд в доці показав значні пошкодження носової частини та тріщину у форштевні. Крейсеру довелося стати на декілька місяців на терміновий ремонт.

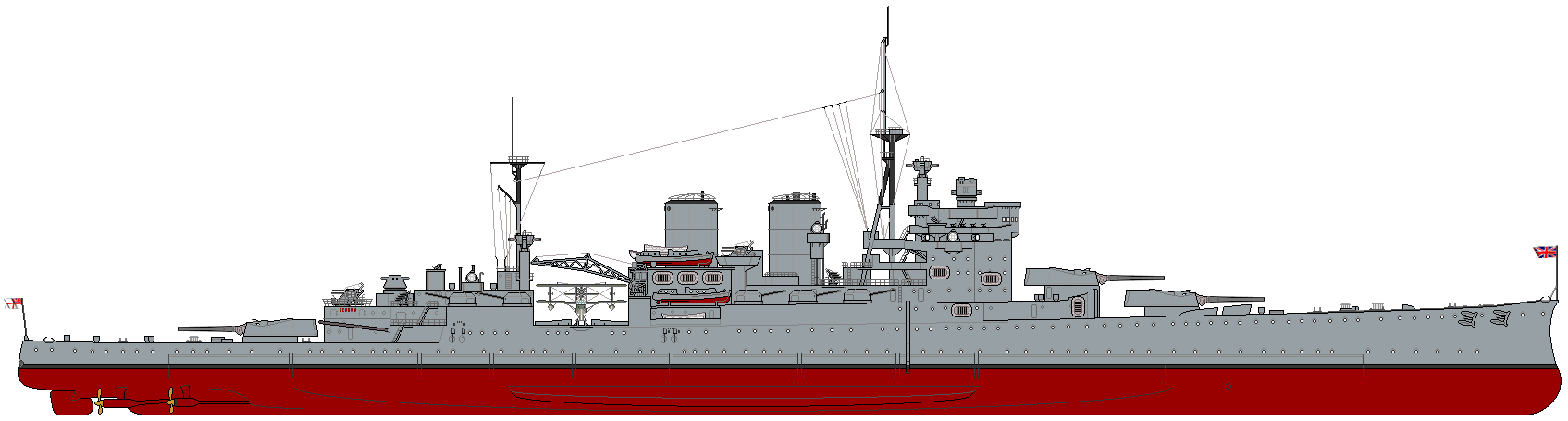
Схематичне зображення лінійного крейсера «Рінаун». 1939

З січня по травень 1936 року крейсер входив до складу Середземноморського флоту, повернувшись потім на трирічну модернізацію у метрополію.
Модернізація «Рінауна» була завершена за день до вступу Великої Британії у війну. В кінці вересня крейсер увійшов до складу ескадри лінійних крейсерів Флоту метрополії. 26 вересня під час виходу флоту у Північне море «Рінаун» був атакований німецькими бомбардувальниками зі складу авіакорпусу Х.
Для боротьби з німецькими рейдерами союзники утворили декілька пошуково-ударних груп. У жовтні «Рінаун» разом з авіаносцем «Арк Ройал» увійшов до складу З'єднання K, яке базувалося у Фрітауні. Група займалася у Південній Атлантиці пошуками «кишенькового лінкора» «Адмірал граф Шпеє». Після отримання звістки про перехід «Шпеє» до Індійського океану крейсер був переведений до складу З'єднання H, яке базувалося у Кейптауні. 2 грудня 1939 року в районі мису Доброї Надії «Рінаун» перехопив німецький лайнер «Vatussi». Знявши екіпаж, крейсер потопив його кількома залпами з башти «В».
Наприкінці 1939 року «Рінаун» повернувся до Англії. У лютому 1940 року знову діяв разом з «Арк Ройалем». З'єднання з 16 лютого по 3 березня 1940 року займалося перехопленням німецьких торгових суден, що проривалися з іспанського порту Віго до Німеччини. З шести суден чотири були перехоплені, а одне розбилося біля узбережжя Норвегії.
У квітні 1940 року «Рінаун» брав участь у Норвезькій компанії[./HMS_Renown_(1916)#cite_note-FOOTNOTEЛинкоры_Второй_мировой2006-5 [3]]. 9 квітня 1940 року на захід від Лофотенських островів в умовах шторму вступив у перестрілку з німецькими лінкорами «Шарнгорст» та «Гнейзенау». За час бою крейсер випустив 230 381-мм та 1065 114-мм снарядів, домігшись 1 попадання 381-мм снарядом та двох 114-мм снарядами. Сам «Рінаун» отримав у відповідь два влучення, але снаряди не розірвалися, а тому пошкодження не були серйозними.

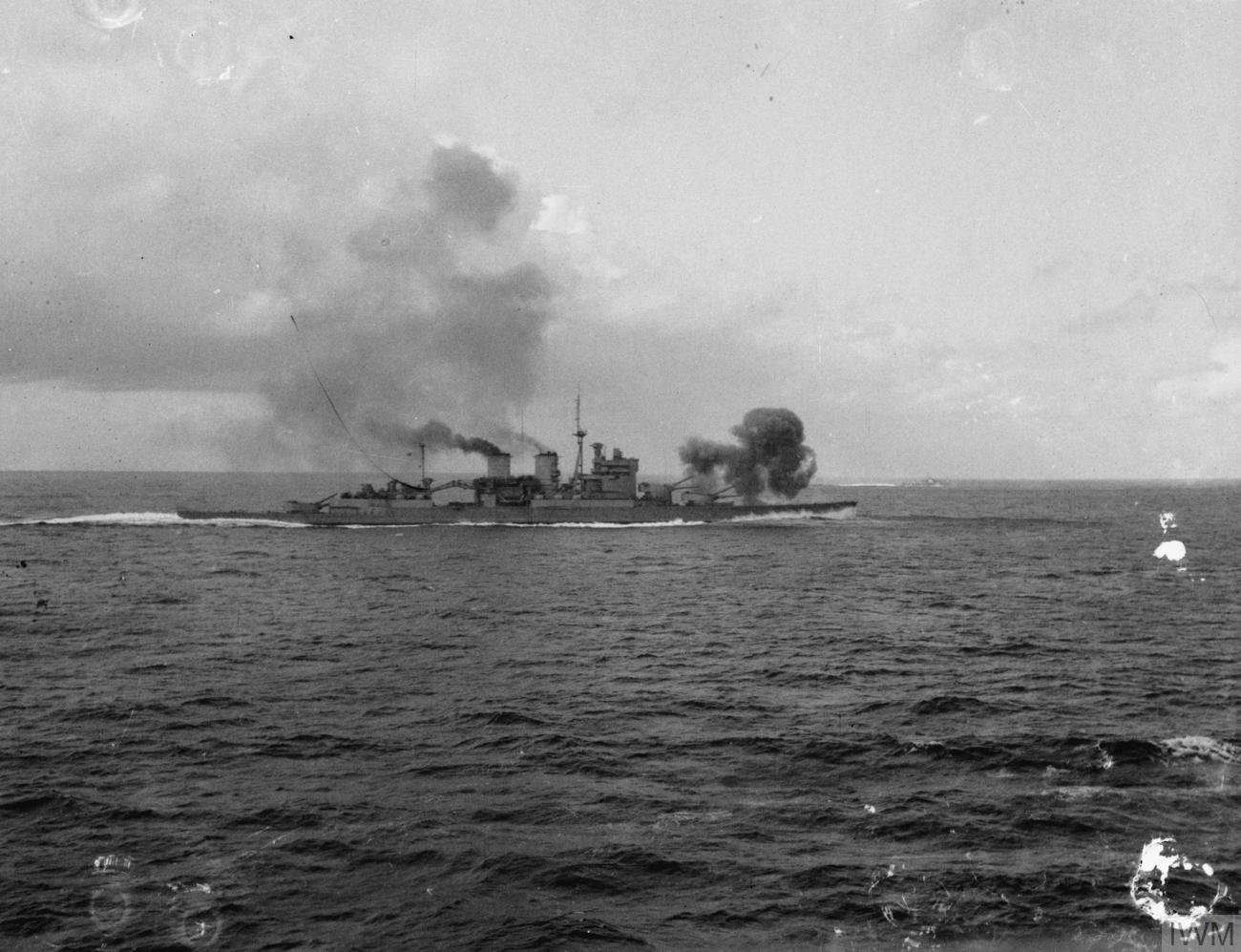
«Рінаун» веде вогонь з башт «A» і «B» по італійських кораблях у ході бою біля мису Спартівенто. 27 листопада 1940 року

З квітня по травень 1940 крейсер провів ремонт бойових ушкоджень та наслідків шторму. Після завершення ремонту встиг взяти участь в завершенні норвезької компанії. 8–10 червня 1940 року «Рінаун» разом з «Ріпалсом» без успіху намагалися перехопити «Шарнхорст» і «Гнейзенау».
У серпні 1940 року був переведений у Гібралтар до складу утвореного з'єднання «H». 25 вересня 1940 року, перебуваючи на базі, потрапив під наліт близько 60 французьких бомбардувальників. Це була відповідь уряду Віші за напад на Мерс-ель-Кебір. «Рінаун» пошкоджень не отримав.
На початку листопада 1940 року «Рінаун» був залучений до полювання на інший німецький рейдер — «Адмірал Шеєр». З 15 по 20 листопада супроводжував старий авіаносець «Аргус», який займався перевезенням літаків на Мальту. В кінці листопада взяв участь у проведенні конвою з Гібралтару до Александрії (операція «Коллар»). Під час операції 27 листопада 1940 року біля мису Спартівіенто вступив у безрезультатну перестрілку з італійськими кораблями. У другій половині грудня знову виходив в Атлантику в складі з'єднання «H». 24 грудня займався прикриттям переходу двох порожніх транспортів з Мальти у Гібралтар, а потім вийшов в Атлантику для пошуку чергового німецького рейдера — важкого крейсера «Адмірал Гіппер». Потрапивши у жорстокий шторм, змушений був перервати операцію.
1941 року характер операцій «Рінауна» не змінився. Базуючись на Гібралтарі, він брав участь в операціях флоту у Східному Середземномор'ї, періодично роблячи виходи в Атлантику для перехоплення німецьких рейдерів. На початку січня 1941 крейсер прикривав конвой «Іксес» на Мальту, а на початку лютого у складі з'єднання «H» здійснив набігову операцію проти Генуї.
У березні 1941 року в Атлантику прорвалися «Шарнхорст» і «Гнейзенау», тому «Рінаун» займався прикриттям конвоїв на переході між Гібралтаром і Сьєрра-Леоне. На початку травня брав участь в операції «Тайгер» — проведенні чергового конвою на Мальту. 8 травня «Рінаун» зазнав декількох атак італійських торпедоносців. Атаки були безуспішними, але через відмову блокіратора 114-мм башта № 3 лівого борту випустила два снаряди в башту № 2. П'ять осіб було вбито одразу, ще одна померла від ран згодом, 22 людини були поранені. Для унеможливлення повторення такого навколо 114-мм башти встановили спеціальні скоби, що блокували переміщення стволів у сторону сусідніх башт.

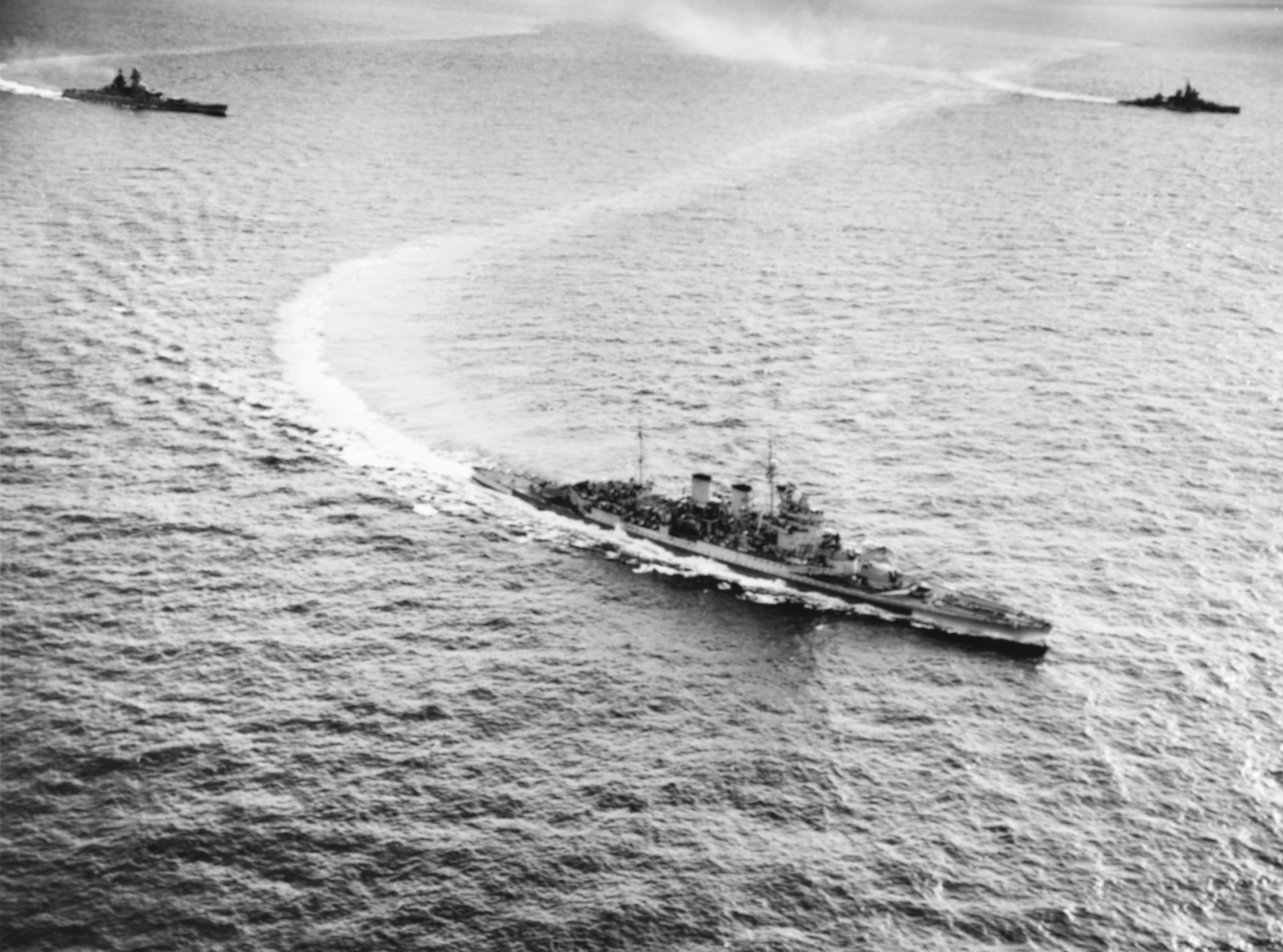
Лінійний крейсер британського Східного флоту «Рінаун» з лінкором «Валіант» (ліворуч) та французьким лінкором «Рішельє» в Індійському океані. 12 травня 1945

З 19 по 22 травня «Рінаун» взяв участь в наступній операції по проведенню мальтійського конвою — «Сплайс». 24 травня з'єднання «H» вийшло в Атлантику для перехоплення німецького лінкора «Бісмарк» і важкого крейсера «Принц Ойген». Літаками з «Арк Ройала» «Бісмарк» був пошкоджений і знизив хід, а пізніше був добитий лінкорами «Родні» та «Кінг Джордж V». «Рінаун» участі у бою не брав.
Потім крейсер узяв участь у декількох операціях з перекидання авіаносцями винищувачів на Мальту — з 5 по 7 червня «Рокет», з 13 по 14 червня «Трейсер» і з 26 червня по 1 липня «Рейлуей». З 21 по 24 липня 1941 року залучався до супроводження супроводом конвою «Сабстанс», а на початку липня — «Стайл».
Булі «Рінауна» текли по всій довжині, його машинам теж був потрібен ремонт, тому крейсер був відправлений до метрополії. Ремонт тривав з 18 серпня по 31 жовтня 1941 року. Після завершення ремонту «Рінаун» був залишений у складі флоту метрополії. У березні 1942 року займався далеким прикриттям двох зустрічних арктичних конвоїв — PQ 12, що йшов до СРСР, та зворотного QP 8.
Був тимчасово включений до складу з'єднання «W», до якого входив американський авіаносець «Уосп». З'єднання з 14 по 27 квітня та з 9 по 15 травня займалося перекиданням винищувачів «Спітфайр» на Мальту. Після завершення операції «Рінаун» повернувся в Атлантику та, базуючись у Рейк'явіку, займався прикриттям атлантичних конвоїв. У листопаді повернувся до складу з'єднання «Н» і прикривав висадку союзних військ в Африці під час операції «Смолоскип».
З 22 лютого по 9 червня 1943 року пройшов ремонт у Росайті. У вересні 1943 року «Рінаун» перевозив з Канади до Англії Вінстона Черчілля, який брав участь в Квебекській конференції. Восени 1943 року було прийнято рішення перекинути крейсер до Індійського океану, перед чим він був поставлений на ремонт в Росайті для посилення зенітного озброєння. 27 січня 1944 року «Рінаун» прибув до Коломбо і став флагманом Східного флоту.
Крейсер займався супроводом авіаносців у їх рейдах по японських базах. 19 квітня 1944 був завданий удар по Сабангу, 17 травня — по Сурабаї і 21 червня — по Порт-Блер. 30 квітня і 1 травня «Рінаун» брав участь в обстрілі японських укріплень в Порт-Блері, а 25 липня — в Сабанзі. У жовтні крейсер займався прикриттям авіаносців, що атакували Нікобарські острови.
У грудні 1944 року «Рінаун» став на ремонт у Дурбані. Ремонт тривав до лютого 1945 року, після чого крейсер повернувся до Коломбо. Британці побоювалися прориву німецького флоту з Балтики до Північного моря, тому 30 березня 1945 року «Рінаун» був терміново відкликаний у метрополію. За 306 годин ходу він пройшов 7642 миль, прибувши у Скапа-Флоу 14 квітня 1945 року. Середня швидкість ходу на переході становила 25 вузлів. У складі флоту метрополії крейсер змінив у якості флагмана лінкор «Родней». Після закінчення війни у Європі «Рінаун» почали готувати до модернізації, але після завершення війни з Японією від неї відмовилися. 3 серпня 1945 король Георг VI приймав на борту крейсера президента США Трумена, що повертався до США з Потсдамської конференції.
Після закінчення бойових дій «Рінаун» стали готувати до списання. Наприкінці 1945 року екіпаж корабля становив лише 40 % від штату. У жовтні 1946 року крейсер був переведений до резерву, та у липні 1948 року проданий на брухт. 3 серпня 1946 його відбуксирували на переробку до Фаслейна.